# Cornopteris omeiensis
Cornopteris omeiensis är en majbräkenväxtart som beskrevs av Ren-Chang Ching. Cornopteris omeiensis ingår i släktet Cornopteris och familjen Athyriaceae. Inga underarter finns listade.